# Wallander – Sorgfågeln
Wallander – Sorgfågeln är en svensk thrillerfilm från 2013 i regi av Lisa Ohlin. I rollen som Kurt Wallander ses Krister Henriksson och i övriga roller ses bland andra Charlotta Jonsson som Linda Wallander och Douglas Johansson som Martinsson. Filmen är den sista i serien med Henriksson som Wallander.

## Handling
I Ystad sker det en brutal kidnappning av en känd krögare. Kurt tar sig an fallet men spåren i utredningen leder rakt in i polisens egna led. Upplösningen på Kurts sista fall som polis blir våldsam. En sista strid som handlar om Kurts kamp mot sin minnessjukdom och för rättvisa i en korrumperad poliskår.

## Rollista
- Krister Henriksson – Kurt Wallander
- Charlotta Jonsson – Linda Wallander
- Leonard Terfelt – Hans von Enke
- Signe Dahlkvist – Klara Wallander
- Douglas Johansson – Martinsson
- Mats Bergman – Nyberg
- Fredrik Gunnarsson – Svartman
- Stina Ekblad – Karin
- Marianne Mörck – Ebba
- Sven Ahlström – Mattson
- Linda Ritzén – Jenny Blom
- Per Graffman – Paolo Salino (angiven som "Ivan Salino" i filmens eftertexter)
- Olle Jansson – Thorson
- Johannes Kuhnke – Olle Tjäder
- Lisa Linnertorp – Ulrika Tjäder
- Rino Brezina – Gino Frelati
- Anna Persson – Malin Salino
- Nike Ringqvist – Iris Salino
- Sanna Turesson – Ilona Bellgran
- Willie Andréason – Kurts pappa
- Petra Brylander – länspolismästare
- Thomas Engelbrektson – Martin
- Pia Örjansdotter – Maria
- Gustav Bloom – Chefskock
- Gaston – Jussi
- Carlos Fernando – poliskollega

## Om filmen
Filmen producerades av Malte Forssell och Jon Mankell och spelades in efter ett manus av Björn Paqualin och Lovisa Milles. Den är en direkt till DVD-produktion och gavs ut den 23 oktober 2013.